# Paul Otlet

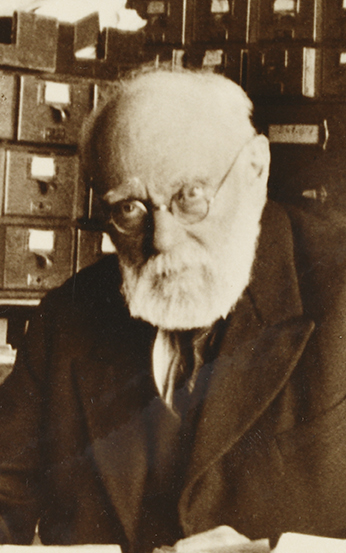
Paul Otlet (1937)

Paul-Marie-Ghislain Otlet (ur. 23 sierpnia 1868 w Brukseli, zm. 10 grudnia 1944 tamże) – belgijski naukowiec, twórca informacji naukowej, znanej wcześniej jako bibliografia.

## Życiorys
Z wykształcenia prawnik; studiował na uniwersytecie w Louvain i Wolnym Uniwersytecie w Brukseli, dyplom z nauk prawnych uzyskał w 1890 r.
Największym osiągnięciem Otleta jest opracowane systemu powszechnie stosowanego w bibliotekach całego świata – uniwersalnej klasyfikacji dziesiętnej.
We współpracy z Henri La Fontaine od 1895 roku tworzył ogólnoświatową bibliografię Répertoire Bibliographique Universel (RBU) (ogólnoświatowy rejestr bibliograficzny) wpisany w 2013 roku na listę Pamięć Świata. 
Opublikował serię prac naukowych dotyczących sposobów organizowania zasobów wiedzy, m.in. Traite de documentation (1934) i Monde: Essai d’universalisme (1935). Otlet założył Międzynarodowy Instytut Bibliograficzny (1895, ), Mundaneum i działającą do dzisiaj Union of International Organizations.
Ideą Otleta było utworzenie systemu gromadzenia wiedzy i udostępniania jej jak największej liczbie ludzi. Chociaż żył i pracował w erze przed zaistnieniem sieci komputerowych, antycypował wiele późniejszych idei i przyczynił się do rozwoju pomysłów, które doprowadziły po dziesięcioleciach do powstania WWW. Jedną z jego wizji była wiedza zatomizowana w postaci precyzyjnie sklasyfikowanych pojęć, powiązanych ze sobą za pomocą hiperłączy.
Wkład Otleta popadł częściowo w zapomnienie po tym, jak w czasie II wojny naziści zniszczyli jego najbardziej ambitny projekt, Mundaneum. Po wojnie, już po śmierci Otleta, ciężar prac przeniósł się do świata anglojęzycznego, gdzie największy wkład w pierwszych dziesięcioleciach wnieśli tacy naukowcy, jak Vannevar Bush i Douglas Engelbart. Prace Belga powróciły w postaci reprintów, m.in. w 1990 prof. W. Boyd Rayward opublikował angielskie tłumaczenie najważniejszych dzieł Otleta.
Mundaneum w Mons w Belgii, mieści obecnie muzeum i archiwa Paula Otleta.